# خون و شن (فیلم ۱۹۴۱)
خون و شن (انگلیسی: Blood and Sand) یک فیلم رمانتیک و درام در سبک تکنی‌کالر به کارگردانی روبن مامولیان و باد بتیکر است که در سال ۱۹۴۱ منتشر شد. این فیلم اقتباسی است از رمانی به همین نوشته ویسنته بلاسکو ایبانز

## گزیدهٔ بازیگران
- تایرون پاور
- ریتا هیورث
- آنتونی کوئین
- لین باری
- لیندا دارنل
- آلا نازیمووا
- لرد کرگار
- جان کارادین
- جی. کارول نایش
- مانتی بنکس
- جرج ریوز
- فورتونیو بونانووا
- ویکتور کیلیان
- آدریان موریس
- ان ئی تاد